# Conidiofoor
Een conidiofoor of conidiëndrager zit aan het uiteinde van een gespecialiseerde schimmeldraad van zakjeszwammen. Op de conidiofoor worden conidiën gevormd, die voor de ongeslachtelijke voortplanting van de schimmel zorgen.
Een coremium of synnema bestaat uit verscheidene gefuseerde conidioforen en komt onder andere voor bij de Doratomyces.
Conidiën worden ook wel mitosporen genoemd, omdat ze ontstaan door mitotische celdelingen. De conidiën worden in de regel aangemaakt door speciale als conidiogeen of fialide aangeduide cellen op de conidioforen. Onder de fialide zit bij sommige Aspergillus- en Penicillium-soorten  een steriele cel, de metula genoemd. Bij Aspergillus-soorten is de top van de conidiofoor bolvormig verdikt en wordt een vesikel genoemd. Afhankelijk van de schimmelsoort kunnen de sporen door de wind, door water of door dieren verspreid worden.

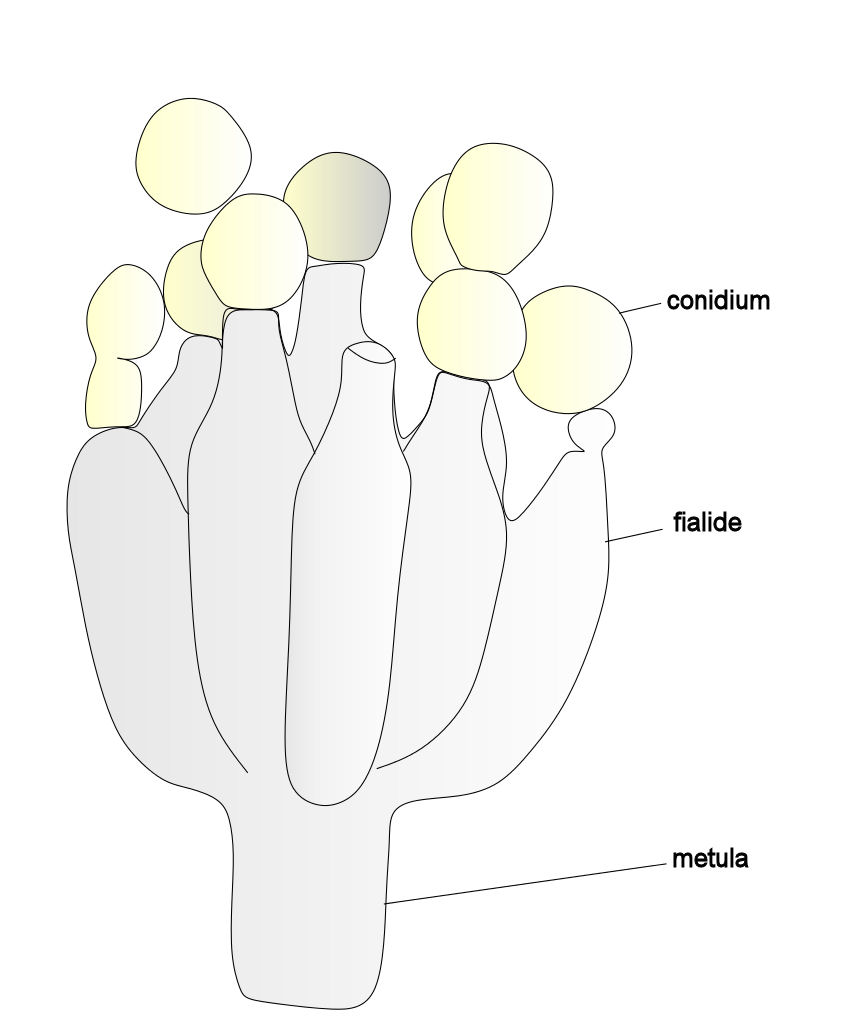
Conidiofoor van een Penicillium-soort
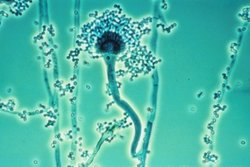
Conidiofoor van Aspergillus fumigatus
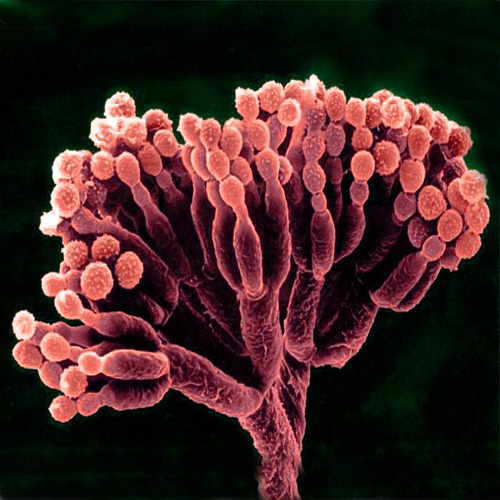
Conidiofoor van een Penicillium-soort
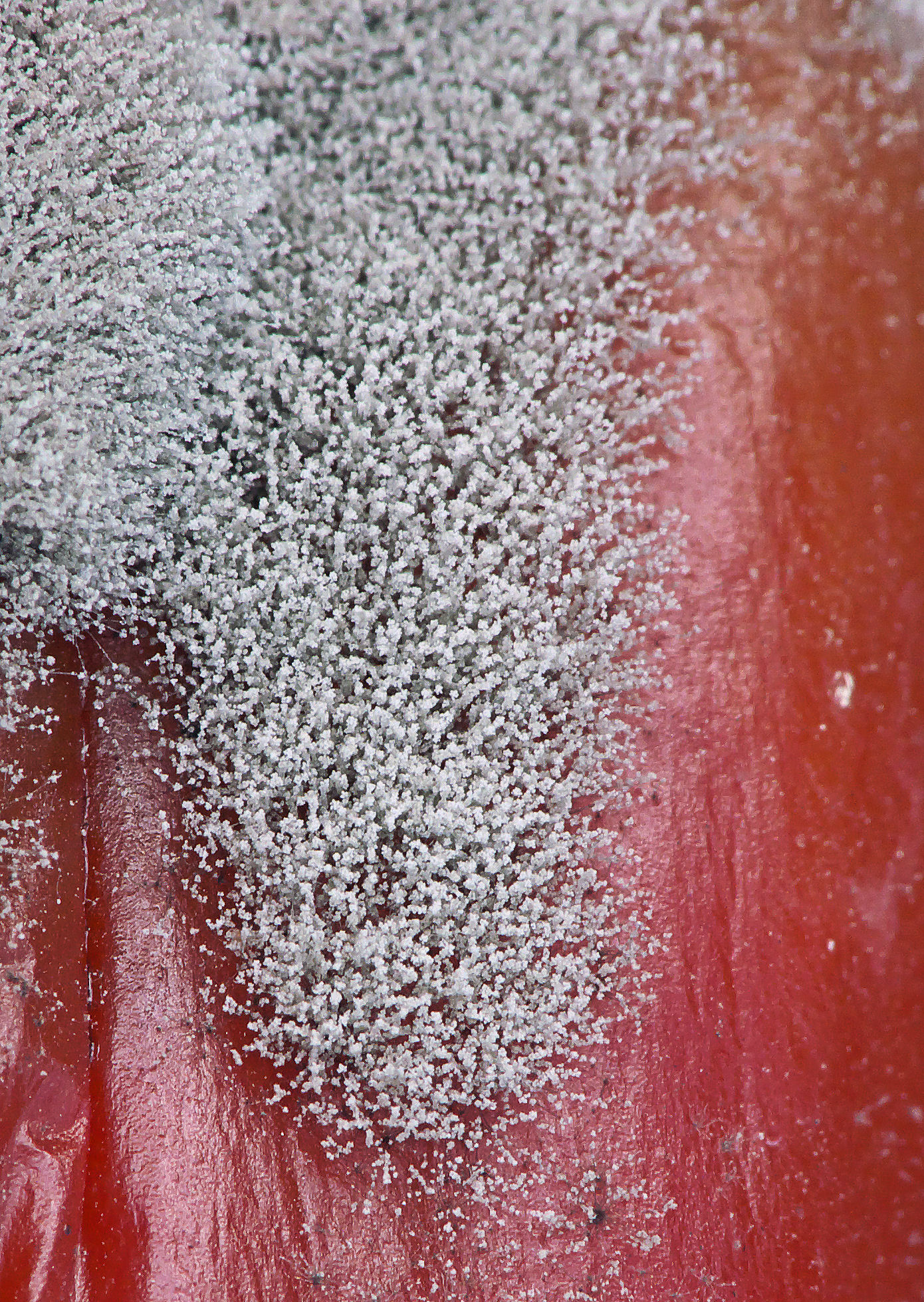
Conidiëndragers van grauwe schimmel (Botryotinia fuckeliana) op paprika
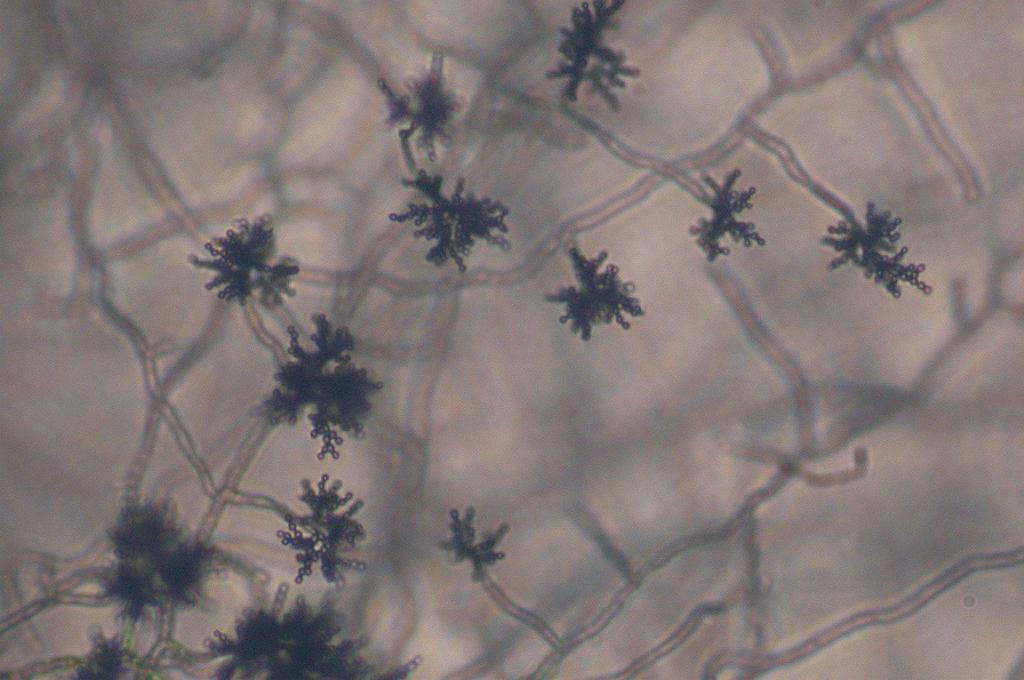
Conidioforen van Cladosporium sp.
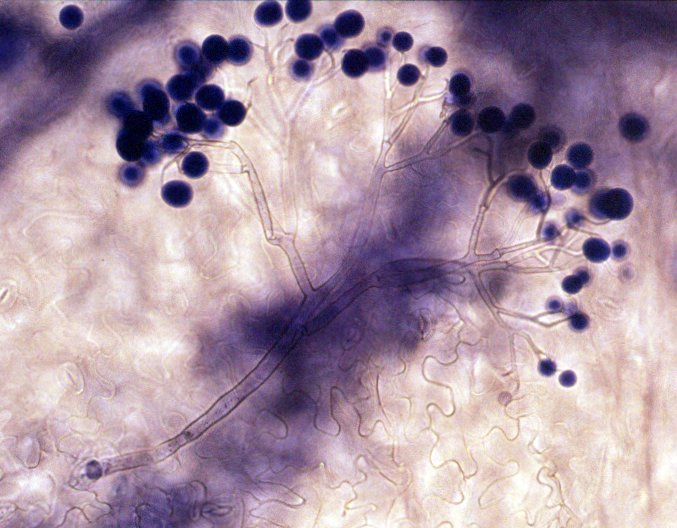
Conidiofoor van Hyaloperonospora parasitica met verscheidene conidiën
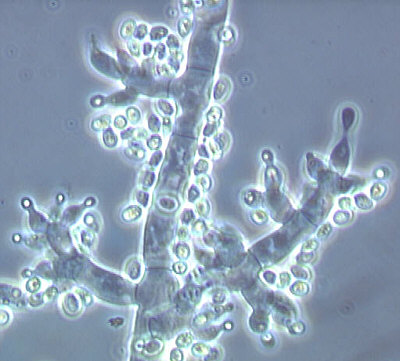
Conidiofoor van Trichoderma fertile
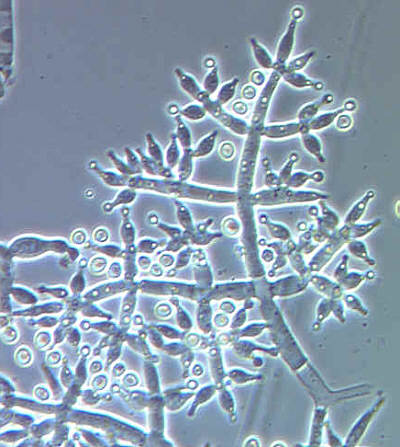
Conidiofoor van Trichoderma harzianum
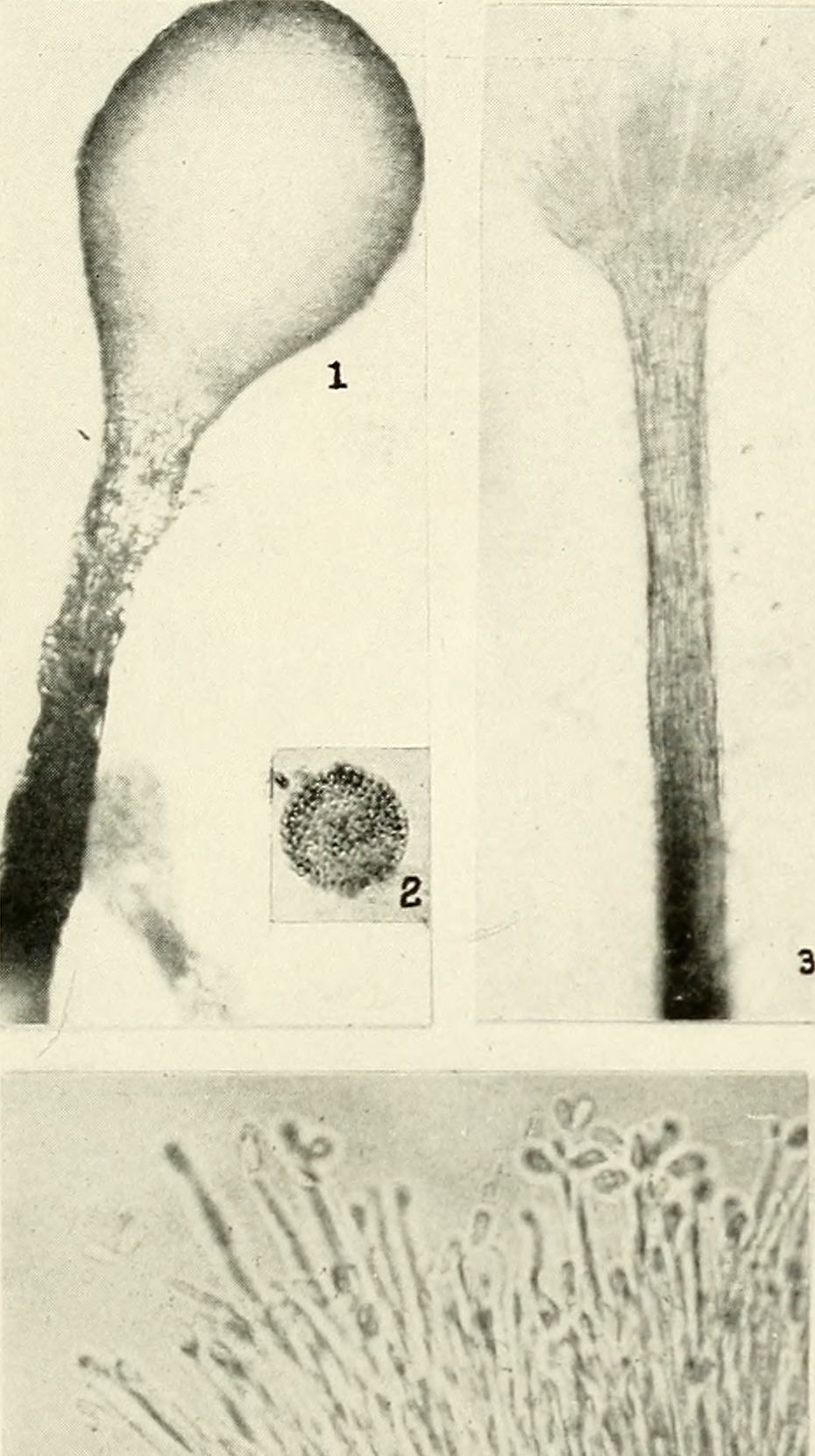
Coremium met conidia van Ophiostoma ulmi. 2 =dwarsdoorsnede
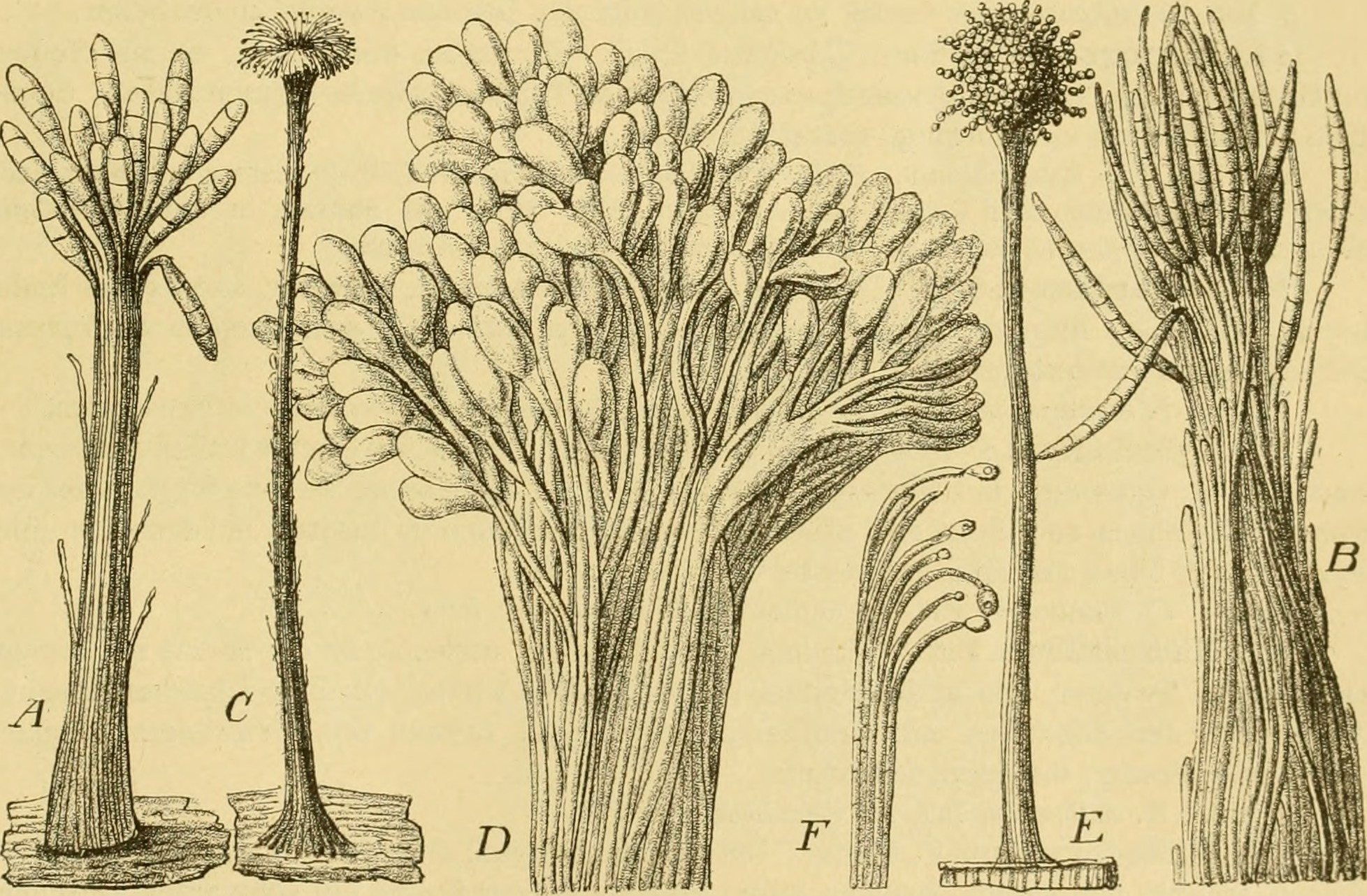
Coremium van: A Arthrosporium albicans, B Atractium flammeum, C Graphium stilboideum, D Graphium eumorphum (bovenste deel van coremium), E Sporocybe byssoides, F Conidiëndragende hyfen van Sporocybe byssoides (sterk vergroot).